# 南山田村 (富山県)
南山田村（みなみやまだむら）は、かつて富山県東礪波郡にあった村。

## 沿革
- 1889年（明治22年）4月1日 - 町村制の施行により、礪波郡金戸新村、上見村、塔尾村、上原村、大沢新村、西原村、千福新村、大宮野新村、野口村、国広新村、示野村、経塚野村、大西新村、信末村、野田新村、金戸村の区域の一部、野田村の区域の一部、是安村の区域の一部の区域をもって、礪波郡南山田村が発足する。
- 1896年（明治29年）3月29日 - 郡制の施行のため、礪波郡が分割して、東礪波郡が発足により、東礪波郡に所属となる。
- 1947年（昭和22年）10月31日 - 昭和天皇の戦後巡幸。国立療養所北陸荘（結核性疾患の元軍人療養施設）を訪問して患者を慰問[4]。
- 1952年（昭和27年）5月1日 - 東礪波郡城端町、南山田村、大鋸屋村、北野村及び蓑谷村が合併して、東礪波郡城端町が発足する。

## 歴代村長
出典→
1. 中川甚兵衛（1889年6月 - 1893年1月）
2. 伊東市蔵（1893年1月 - 1898年5月）
3. 中嶋八次郎（1898年5月 - 1899年5月）
4. 山下庄七（不詳[注 1] - 1905年3月）
5. 石村正治（1905年4月 - 1907年12月）
6. 山崎敬信（1907年12月 - 1909年4月）
7. 安井與次郎（1909年4月 - 1915年4月）
8. 坂本与一郎（1915年9月 - 1919年11月）
9. 石村正友（1919年12月 - 1927年3月）
10. 田嶋與三郎（1927年4月 - 1939年8月）
11. 伊東大作（1939年8月 - 1947年3月）
12. 田嶋茂（1947年4月 - 1952年4月）